# HHHR Tower
HHHR Tower, conosciuto anche come Blue Tower, è un grattacielo che si trova lungo la Sheikh Zayed Road di Dubai negli Emirati Arabi Uniti.

## Descrizione
La costruzione dell'edificio, alto 317 metri per 72 piani, è cominciata nel 2006 ed è terminata nel 2010.
Progettato dall'architetto Al Hashemi, l'edificio è adibito ad uso principalmente residenziale e ha 454 appartamenti.
L'edificio è stato costruito attraverso una joint venture tra la Al Ahmadiah Contracting and Trading degli Emirati Arabi Uniti e la Hip Hing Construction di Hong Kong, che hanno realizzato anche la città di Masdar ad Abu Dhabi.